# Alexander Iven

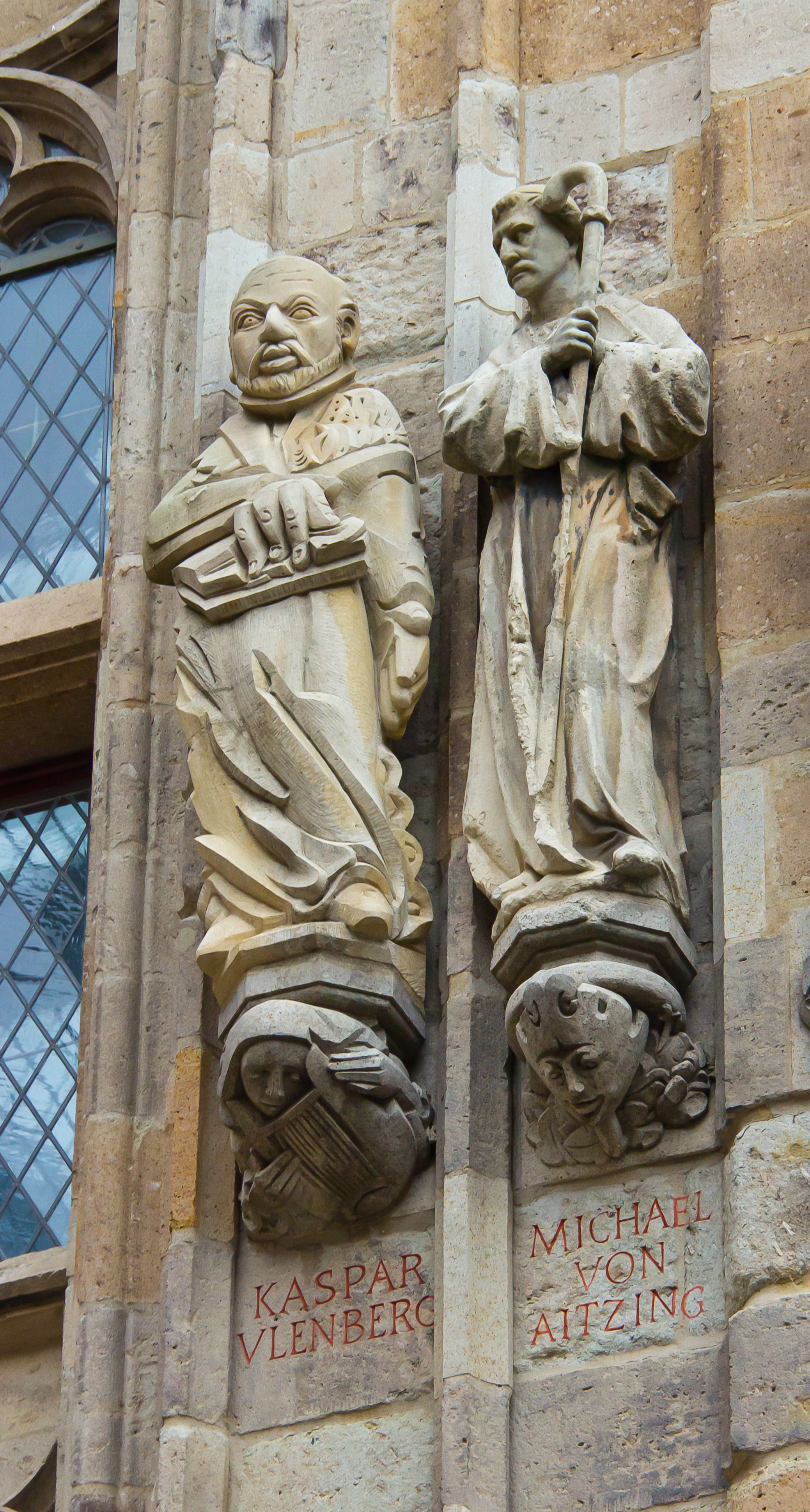
Rechts: Figur des Michael von Aitzing am Ratsturm des Kölner Rathauses

Alexander Iven (* 18. Mai 1854 in Wegberg; † 2. Januar 1934 in Köln) war ein deutscher Bildhauer.

## Biographie

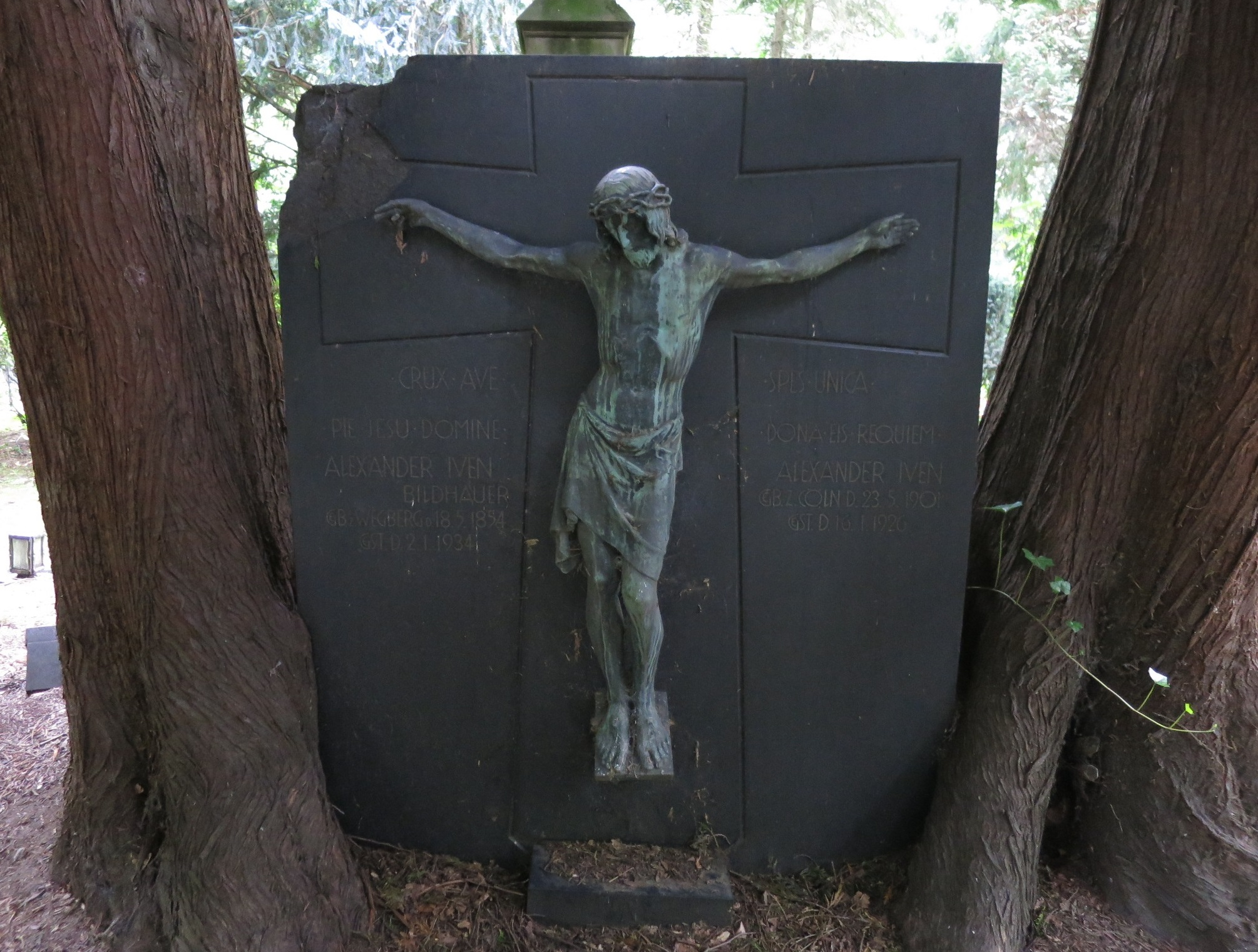
Grab der Familie Iven auf dem Friedhof Melaten

Alexander Iven studierte in Löwen und begab sich dann auf Studienreisen nach Nordfrankreich, Italien und das Rheinland. Er nahm seinen Wohnsitz in Köln und schuf von hier aus zahlreiche Kunstwerke, so das Tympanon am Hauptportal und Figurengruppen an den Seiteneingängen von St. Marien in Düsseldorf oder die Figur Rainald von Dassels im Kölner Dom. In Koblenz schuf er in der Herz-Jesu-Kirche farbig gefasste Sitzfiguren von Maria und Josef. Weitere Arbeiten finden sich in Berlin und Duisburg.
Seine Grabstätte befindet sich auf dem Kölner Friedhof Melaten (Lit. H, zwischen Lit. B+C).

## Werke
- Kanzel in St. Ursula (1891)[2]
- Entwurf von vier Engelsfiguren am Hochaltar von Groß St. Martin (um 1893)[3]
- Beichtstuhl in St. Ursula (1893)[4]
- Heinrichsaltar in St. Ursula (1898)[5]
- Skulpturen am Hochaltar von St. Ursula (1902–1907)[6]
- Figurenschmuck des Hochaltars von St. Andreas nach Entwürfen von Carl Rüdell (um 1917)[7]